# 江海关大楼
31°14′19.29″N 121°29′06.49″E / 31.2386917°N 121.4851361°E
江海关大楼是位于中国上海外滩的历史建筑，地址是上海市中山东一路13号。江海关最早在1846年在这一位置建造衙门，现存建筑建于1925－1927年，是上海最著名的地标性建筑之一。目前该建筑由中华人民共和国上海海关使用。1996年入选上海市文物保护单位。

## 历史
1685年，在清朝击败明鄭政权后，放松海禁并在江南、浙江、福建、广东四省设海关管理国际贸易。其中江南海关简称“江海关”。《中英南京条约》签订后，道光二十三年（1843年11月17日），江海关于县城洋泾浜北面（今延安东路外滩）设立盘验所，进行外商的出入境申报及缴纳关税的业务，此事标志着清政府开始履行《南京条约》中将上海作为通商口岸的条文，上海自该日起正式开埠。
位于外滩的江海关大楼占地总面积为10.005市亩，原面积为9.909汉亩，让作公路1.039汉亩，剩下8.870汉亩内包括江海关码头验货场。5.589汉亩（合为5.929市亩）于1875年10月20日购自Robert Mackenzie，土地价值27,378.82关两。4.32汉亩于外商贸易开始时由政府拨为新关基地，按当时价格，约值21,168.00关两。（注：1汉亩＝7,260平方尺＝1.15市亩）
江海关在这块地皮上，先后4次建造了不同风格的办公房。

### 第一代建筑
1845年（清道光二十五年），应英国驻上海总领事巴富尔（George Balfour，1809－1894）的要求，负责征收外商进出口税务办理的机构迁移到县城北门外头坝（今汉口路外滩，时属英租界），即江海北关，俗称“新关”，由江苏省苏松太道兼管。原县城东门外海关，仅办理本国海船进出口税务。次年（1846年，清道光二十六年），在现址建成三大进中式关署，每一进五楼五底，两边廊屋甚多，还有头门、辕门、建竖旗杆。

### 第二代建筑
1854年（咸丰四年），上海道吴健彰与英、法、美驻沪领事签订协定，允由三国各派税务司一人，掌管江海关。同年七月，少关税务管理委员会成立，管理位于外滩的江海北关。1857年（清咸丰七年），上海道台吴健彰用银6800两，在原关署旧址上修建了一所古庙式关署。

### 第三代建筑

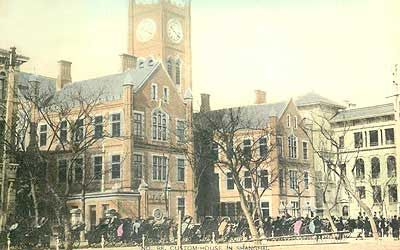
第三代教堂式关署

1891年（清光绪十七年），因古庙式关署简陋不堪，道台聂缉椝和江海关税务司禀准大宪，拨款兴建新关署，费2年时间，于1893年（光绪十九年）冬天竣工，建成一座西方教堂式关署大楼，外部建筑和内部设备较考究，有转栏、石狮、钟楼、避雷针、暖气和宽畅的报关大厅。实际建造费用共计81800两关平银，其中一半由海关总税务司署筹措，另一半由海关道台设法报销。该教堂式关署，由浦东人泥水匠出身的中国人杨斯盛工程总承包（英国人设计），海关大楼建成后一举成名，19世纪下半叶上海市有多栋高层房屋皆由他总承建，遂成为上海市建筑协会总董事长。1925年重建新海关大楼原请杨斯盛总承包，但因其病故，后改为英商新金记祥号签约承建。

### 第四代建筑

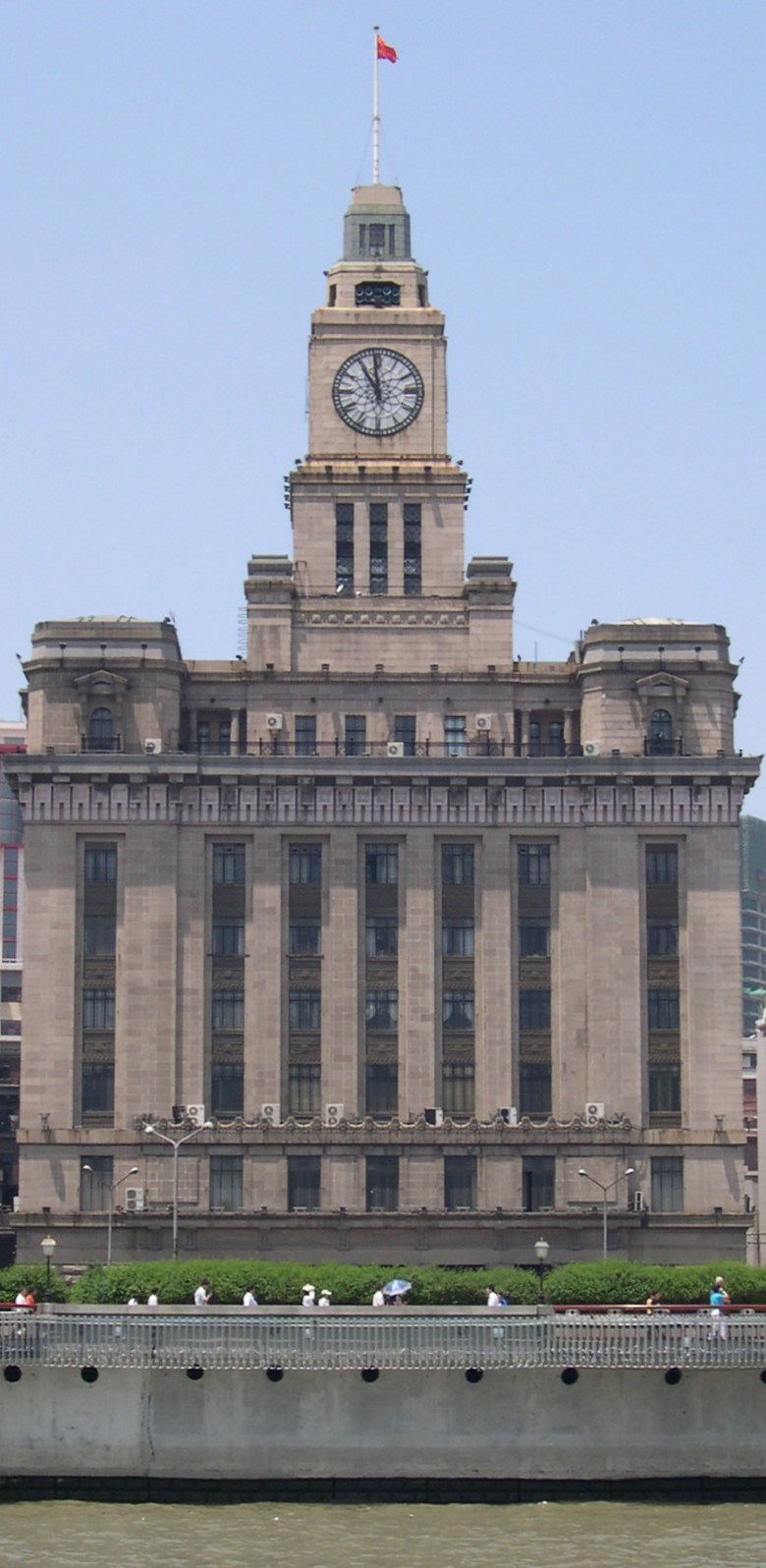
第四代江海关大厦

1925年，又因原教堂式关署狭窄，即由江海关监督朱有济呈奉财政部，由税务司赖发洛上报总税务司，经核准在关税款项下拨款430万两白银（相当于330万关两），折除旧房，在原址重建新关署。江海关大厦建筑设计单位为公和洋行，设计师威尔逊，英国新金记祥号建筑公司签约承建，总体风格为希腊古典式和近代建筑相结合的折衷主义风格。
1925年12月15日奠基，于1927年12月19日正式落成。整个工程两年完成，大楼为钢筋混凝土框架结构，工字铁钢骨水泥石面，正面外墙全部用花岗石垒砌，花岗石从苏州一座山上开采，入口处为希腊多立克式门廊，尤其是门廊的4根多立克式柱子，做得极为地道。但立面装饰大大减少和简化了，顶部层层收进的钟塔更多地表现的是立方体的体积感和高耸感，流露出的艺术装饰主义。大楼正门底层大厅开花板由8幅历代帆船战舰图画，系用彩色马赛克拼成，是精湛的工艺美术品。在8幅图画天花板中间地上原安装水晶灯喷水装置，灯开时银白色灯光折射到上面彩色油画。
海关大楼主楼高度约120英尺（合36.2米），钟楼高度约140英尺（合43米），大楼总高度约260英尺（合79.2米），是20世纪20年代上海外滩最高的建筑物。大楼平面呈东西向长、南北向短的矩形状，建筑中部设有三处天井。建筑的立体形态呈东高西低状，东侧为主楼（沿中山东一路向西约30米内），面对黄浦江，高10层，上有5层高的四方形钟楼，主楼以西至四川中路为5层楼裙房。主楼外墙砌花岗石，主楼以西三、四层贴褐色面砖，其余也由花岗石砌就。大楼第二、三、四层层距较高，第二、三层均为5.6米，第四层为4.7米，1至6楼的楼面都有大小不同的门厅，厅门为铜框花格玻璃制成。大厅、门厅的地坪、楼梯、走廊都以马赛克铺砌。2至6楼各室皆铺柚木拼花地板，天花板则以石膏塌花涂金而成。整栋建筑共有10台电梯，6个楼梯，大楼内合计有392个房间，自流井一座，大楼新建时还安装暖气设备。

## 海关钟楼

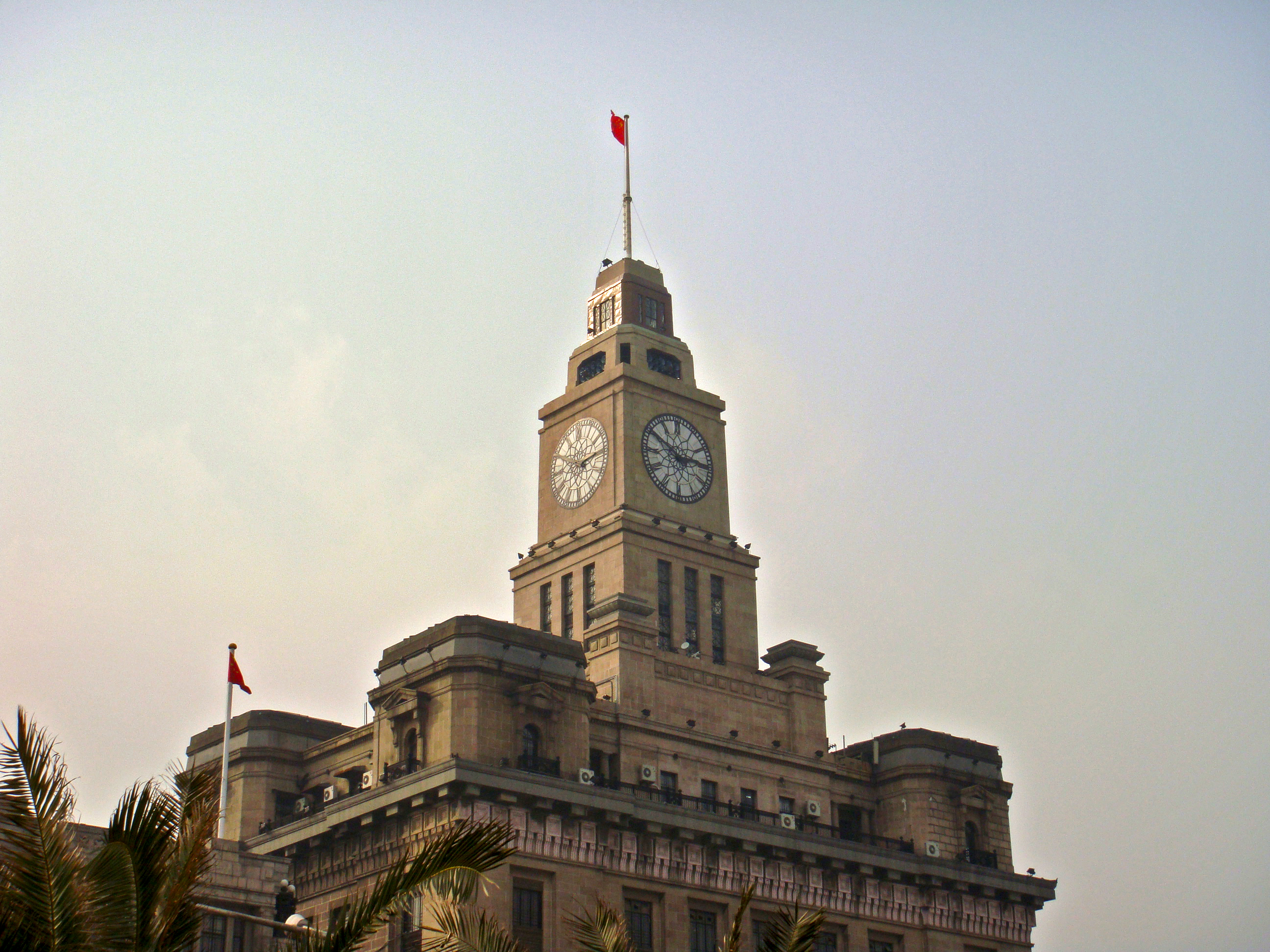
钟楼

上海海关大楼最著名的是它高耸的钟楼和大钟。海关大楼安装大钟起步于19世纪下半叶，1893年竣工的教堂式江海北关大楼上安装了一座海关大钟。装备大钟的目的主要有以下几种考量：
其一，1893年建造的海关大楼是当时外滩最高建筑物，由吴淞口驶入黄浦江外国轮船，在很远处就看到了海关大楼并听到了钟声，很快将进港靠泊办理船舶入境海关手续和装卸进出口货物，起到航标和灯塔作用
其二，高耸的海关大楼和婉转的钟声给城市带来生活立体感节奏和旅游景致的点缀
其三，海关大楼安装大钟有其历史原因和海关自身业务工作的需要。从19世纪开始，海关学习西方国家海关以天数计算船舶吨税办法，超过夜里12点钟就另加1天，由于进出口船舶来自世界各地，船舶自备时钟误差很大，经常引起争议，为了统一报时，皆以海关钟楼敲点为准，1893年建成的江海关大楼已安装大钟，此后建成的粤海关、潮海关、江汉关等大楼也都安装大钟。
1925年江海关投资430万两白银建造新大楼时，税务司和海关监督决心重造一只全国最大、世界闻名的大钟。两年后，海关大钟与大楼同时建成。海关大钟由英国約翰泰勒鑄鐘廠（钟声报时机件）及JB Joyce & Co（时钟本身）设计制造，总造价为5,000多两白银，1927年制成，同年8月从伦敦运到上海，原包装木箱连同大钟共重6.25吨，把6吨多重的大木箱吊到72米多高的钟楼时，外滩马路行人都停步观望之吊装奇景。
1928年元旦敲响第一声，每一刻钟都会奏威斯敏斯特钟声。这座大钟楼，时为亚洲名列第一，世界名列第三。海关大楼顶部为逐级收拢的四面钟楼，每日准确、悠扬的报时钟声使之与南侧原汇丰银行大楼一起成为当时年代外滩建筑群的核心建筑之一。钟楼旗杆位置北纬31°14'20.38，东经121°29'0.02，成为20世纪20年代上海地理位置的标志点，同时也是外滩建筑中最高、气派最大者。
1966年大陆进入“文化大革命”时期，上海红卫兵冲入海关大楼，欲毁坏钟楼，遭到海关人员阻止，但此后钟楼的钟面被改建成葵花图案，钟声也改为毛泽东颂歌《东方红》。
1986年10月，英国女王伊丽莎白二世访沪，结合对上海历史尊重的考量，钟声和钟面恢复成原貌。
1997年7月1日，由于官方有关部门对于在外滩播放以前“殖民者的音乐”表示不满，因而中共上海市委下令将威斯敏斯特钟声停止，仅保留整点报时。
2003年5月1日起，钟声重新恢复，不过演奏的乐曲又被改回文革时的音乐《东方红》。大钟的机械并不能演奏《东方红》曲调，现在播放的音乐是通过扬声器广播的录音。

## 保护现状
1992年沪文管（92）发字第223号文指出：“上海海关使用的房屋建筑，系上海市优秀近代建筑，业于1989年9月25日被上海市人民政府批准，列为市级文物保护单位。”
1999年5月，黄浦区人民政府又将其命名为黄浦区爱国主义教育基地。 